# Ibrahim Wasif
Ibrahim Wasif (in arabo وصيف ابراهيم‎?; Porto Said, 4 novembre 1908 – 17 maggio 1975) è stato un sollevatore egiziano.

## Biografia
Wasif partecipò alle Olimpiadi di Berlino 1936, vincendo la medaglia di bronzo con 360 kg. nel totale su tre prove, terminando dietro al francese Louis Hostin (372,5 kg.) ed al tedesco Eugen Deutsch (365 kg.). Nel 1938 stabilì un record del mondo nella prova di slancio.